# Topshelf Open 2015
Die Topshelf Open 2015 waren ein WTA-Tennisturnier der WTA Tour 2015 für Damen und ein ATP-Tennisturnier der ATP World Tour 2015 für Herren in Rosmalen in der Gemeinde ’s-Hertogenbosch und fanden zeitgleich vom 8. bis 14. Juni 2015 statt.

## Herrenturnier
→ Hauptartikel: Topshelf Open 2015/Herren
→ Qualifikation: Topshelf Open 2015/Herren/Qualifikation

## Damenturnier
→ Hauptartikel: Topshelf Open 2015/Damen
→ Qualifikation: Topshelf Open 2015/Damen/Qualifikation